# Fluormethaan
Fluormethaan (ook bekend onder de namen methylfluoride, R-41 en HFK-41) is een organische verbinding met als brutoformule CH3F. De stof komt voor als een kleurloos en geurloos ontvlambaar gas, dat slecht oplosbaar is in water. De bindingslengte tussen koolstof en fluor bedraagt 139 pm.

## Eigenschappen en toepassingen
Fluormethaan wordt gebruikt bij de productie van halfgeleiders. Vroeger werd het veel gebruikt als koudemiddel (Freon 41). De stof is niet schadelijk voor de ozonlaag omdat het een HFK is en geen CFK. Fluormethaan heeft een aardopwarmingsvermogen van 150.
Op basis van de hoge elektronegativiteit van fluor is deze verbinding sterk gepolariseerd. Fluormethaan bezit een kritische temperatuur van 44,55 °C en een kritische druk van 58,742 bar. De tripelpunttemperatuur ligt bij −137,8 °C.

## Toxicologie en veiligheid
Fluormethaan is ontvlambaar en kan met lucht een explosief mengsel vormen. Toxische werking in organismen is niet bekend, maar wanneer te hoge dosissen in een gesloten ruimte vrijkomen kan er asfyxie optreden. Bij de verbranding ervan wordt naast koolstofdioxide en water ook waterstoffluoride gevormd, wat als gas dodelijk is. Contact met de huid of ogen kan irritatie veroorzaken.